# Карвалью Лейте
Карлос Антоніо Добберт де Карвалью Лейте (порт. Carlos Antônio Dobbert de Carvalho Leite, 26 травня 1912, Нітерой, Бразилія — 19 липня 2004, Ріо-де-Жанейро, Бразилія) — бразильський футболіст, що грав на позиції нападника, за клуб «Ботафогу», а також національну збірну Бразилії.
П'ятиразовий переможець Ліги Каріока. 

## Клубна кар'єра
У дорослому футболі дебютував 1927 року виступами за «Петрополітано», в якій провів два сезони. 
1929 року перейшов до клубу «Ботафогу», за який відіграв 13 сезонів.  Більшість часу, проведеного у складі «Ботафогу», був основним гравцем атакувальної ланки команди. У складі «Ботафогу» був одним з головних бомбардирів команди, маючи середню результативність на рівні 0,84 голу за гру першості. Завершив професійну кар'єру футболіста виступами за «Ботафогу» у 1942 році.
Помер 19 липня 2004 року на 93-му році життя у місті Ріо-де-Жанейро.

## Виступи за збірну
1930 року дебютував в офіційних матчах у складі національної збірної Бразилії. Протягом кар'єри у національній команді, яка тривала 11 років, провів у її формі 10 матчів, забивши 7 голів.
У складі збірної був учасником чемпіонату світу 1930 року в Уругваї, чемпіонату світу 1934 року в Італії, Чемпіонату Південної Америки 1937 року в Аргентині, де разом з командою здобув «срібло».
На ЧС-1930 зіграв у поединку з Болівією (4:0).
На ЧС-1934 був в заявці на гру з Іспанією (1:3), але на поле не вийшов.

## Титули і досягнення

### Командні
- Переможець Ліги Каріока (5):

«Ботафогу»: 1930, 1932, 1933, 1934, 1935
- Срібний призер Чемпіонату Південної Америки: 1937

### Особисті
Найкращий бомбардир Ліги Каріока (5): 1931 (13 голів), 1935 (16), 1936 (15), 1938 (16), 1939 (22)